# Медведське
Медве́дське (рос. Медведское) — село у складі Щучанського району Курганської області, Росія. Адміністративний центр Медведської сільської ради.
Населення — 613 осіб (2010, 708 у 2002).
Національний склад станом на 2002 рік: росіяни — 93 %.